# Спалах гелієвого ядра
Спа́лах ге́лієвого ядра́ — вибухоподібний початок термоядерної реакції перетворення гелію на вуглець, що відбувається у вироджених ядрах зір із масою від 0,5 до 2,25 M☉ на вершині відгалуження червоних гігантів.

## Передумови

У процесі вигорання водню в центрі маломасивної зорі формується ядро, що складається здебільшого з гелію (водень у ньому майже повністю «вигорів»). Після припинення в ядрі термоядерних реакцій, воно стискається, доки у вузькому шарі навколо нього не почнеться горіння водню. Зовнішні шари зорі розширюються й охолоджуються, в оболонці розвивається інтенсивна конвекція. Зоря переходить на стадію червоного гіганта. Оскільки джерело енергії тепер розташоване зовні ядра, воно стає фактично ізотермічним. Ядро поступово збільшується та стискається, електронний газ у ядрі стає виродженим. Для зір із масою близько сонячної ця стадія триває приблизно півмільярда років.
У зорях, маса яких менша 0,5 M☉, умови для термоядерного горіння гелію ніколи не виникають.
У зорях, маса яких на головній послідовності перевищує 2,25 сонячної, потрійна гелієва реакція розпочинається на раннішій стадії еволюції, коли електронний газ у ядрі ще не вироджений, і вона відбувається спокійно, без спалаху. 
У зір із масою від 0,5 до 2,25 M☉ потрійна альфа-реакція розпочинається на вершині відгалуження гігантів, коли маса ядра становитиме близько 0,45 M☉, а температура в ядрі зорі сягає 100—200 млн. К. Оскільки ядро ізотермічне, гелій починає горіти одразу в усьому ядрі.

## Перебіг процесу

Потрійна гелієва реакція

Швидкість перебігу потрійної альфа-реакції сильно залежить від температури, тоді як тиск виродженого електронного газу в ядрі від температури майже не залежить. Із початком реакції температура в ядрі починає зростати. За звичайних умов це призвело б до збільшення тиску, розширення ядра та сповільнення реакції. Однак у виродженому стані зі зростанням температури збільшення тиску не відбувається. Оскільки температура зростає, реакція дедалі прискорюється й набуває ланцюгового характеру. Процес розвивається доки за наявної густини не буде досягнуто температури виродження (3× 108 K). Тоді електронний газ набуває властивостей ідеального, його тиск починає зростати з температурою й ядро бурхливо розширюється. Зменшення густини в ядрі сповільнює перебіг реакції, зоря утворює нову рівноважну конфігурацію.
Спалах відбувається за дуже короткий час (лічені хвилини) і світність ядра зорі в максимумі перевищує сонячну в десятки мільярдів разів (1010 L☉). Але ззовні перебіг процесу непомітний і лише через деякий час світність зорі значно зростає на термін 104—105 років. Найімовірніше, внаслідок спалаху зоря втрачає деяку масу, однак на початок XX-го сторіччя чітких розрахунків щодо величини втрат не було.
У деяких моделях передбачається ще кілька подібних спалахів, щоразу меншого масштабу.

## Подальша еволюція
Одразу після гелієвого спалаху зоря поводить себе досить хаотично й виходить на горизонтальне відгалуження нульового віку. Ця стадія характеризується горінням гелію в ядрі й водню у вузькому шарі навколо гелієвого ядра. 
Якщо зоря потрапляє в смугу нестабільності, вона стає змінною типу RR Ліри.
Стадія триває близько 100 млн років.
У міру вигорання гелію в центрі зорі формується вуглецево-кисневе ядро.
Після його утворення зоря потрапляє на асимптотичне відгалуження гігантів.
Горіння гелію продовжується в тонкому шарі навколо вуглецево-кисневого ядра. 
У цей шар надходить гелій, який утворюється в результаті горіння водню у зовнішньому шарі ядра (на межі з переважно водневою оболонкою). 
Зовнішні шари зорі стають дуже протяжними (кілька астрономічних одиниць). Пульсації призводять до втрати маси, і за сотні тисяч років зоря скидає оболонку. Скинута оболонка перетворюється на планетарну туманність, а ядро такої маломасивної зорі врешті-решт стає вуглецево-кисневим білим карликом.